# Singles número um na Adult Pop Songs em 2014
Este anexo lista os singles que alcançaram a primeira posição na Adult Pop Songs no ano de 2014. A tabela é publicada semanalmente pela revista Billboard, que classifica a popularidade de canções de gêneros pop e rock alternativo nas rádios dos Estados Unidos a partir de dados recolhidos pela Nielsen Broadcast Data Systems.

## Histórico
| Data            | Canção                | Artista                                | Ref.   |
| --------------- | --------------------- | -------------------------------------- | ------ |
| 4 de janeiro    | "Counting Stars"      | OneRepublic                            | [ 2 ]  |
| 11 de janeiro   | "Counting Stars"      | OneRepublic                            | [ 3 ]  |
| 18 de janeiro   | "Counting Stars"      | OneRepublic                            | [ 4 ]  |
| 25 de janeiro   | "Counting Stars"      | OneRepublic                            | [ 5 ]  |
| 1º de fevereiro | "Counting Stars"      | OneRepublic                            | [ 6 ]  |
| 8 de fevereiro  | "Counting Stars"      | OneRepublic                            | [ 7 ]  |
| 15 de fevereiro | "Let Her Go"          | Passenger                              | [ 8 ]  |
| 22 de fevereiro | "Let Her Go"          | Passenger                              | [ 9 ]  |
| 1º de março     | "Say Something"       | A Great Big World e Christina Aguilera | [ 10 ] |
| 8 de março      | "Say Something"       | A Great Big World e Christina Aguilera | [ 11 ] |
| 15 de março     | "Best Day of My Life" | American Authors                       | [ 12 ] |
| 22 de março     | "Story of My Life"    | One Direction                          | [ 13 ] |
| 29 de março     | "Team"                | Lorde                                  | [ 14 ] |
| 5 de abril      | "Happy"               | Pharrell Williams                      | [ 15 ] |
| 12 de abril     | "Happy"               | Pharrell Williams                      | [ 16 ] |
| 19 de abril     | "Happy"               | Pharrell Williams                      | [ 17 ] |
| 26 de abril     | "Happy"               | Pharrell Williams                      | [ 18 ] |
| 3 de maio       | "Happy"               | Pharrell Williams                      | [ 19 ] |
| 10 de maio      | "Happy"               | Pharrell Williams                      | [ 20 ] |
| 17 de maio      | "All of Me"           | John Legend                            | [ 21 ] |
| 24 de maio      | "All of Me"           | John Legend                            | [ 22 ] |
| 31 de maio      | "All of Me"           | John Legend                            | [ 23 ] |
| 7 de junho      | "All of Me"           | John Legend                            | [ 24 ] |
| 14 de junho     | "Not a Bad Thing"     | Justin Timberlake                      | [ 25 ] |
| 21 de junho     | "Ain't It Fun"        | Paramore                               | [ 26 ] |
| 28 de junho     | "Ain't It Fun"        | Paramore                               | [ 27 ] |
| 5 de julho      | "Ain't It Fun"        | Paramore                               | [ 28 ] |
| 12 de julho     | "Am I Wrong"          | Nico & Vinz                            | [ 29 ] |
| 19 de julho     | "Am I Wrong"          | Nico & Vinz                            | [ 30 ] |
| 26 de julho     | "Am I Wrong"          | Nico & Vinz                            | [ 31 ] |
| 2 de agosto     | "Rude"                | Magic!                                 | [ 32 ] |
| 9 de agosto     | "Rude"                | Magic!                                 | [ 33 ] |
| 16 de agosto    | "Rude"                | Magic!                                 | [ 34 ] |
| 23 de agosto    | "Rude"                | Magic!                                 | [ 35 ] |
| 30 de agosto    | "Rude"                | Magic!                                 | [ 36 ] |
| 6 de setembro   | "Stay with Me"        | Sam Smith                              | [ 37 ] |
| 13 de setembro  | "Stay with Me"        | Sam Smith                              | [ 38 ] |
| 20 de setembro  | "Maps"                | Maroon 5                               | [ 39 ] |
| 27 de setembro  | "Maps"                | Maroon 5                               | [ 40 ] |
| 4 de outubro    | "Maps"                | Maroon 5                               | [ 41 ] |
| 11 de outubro   | "Shake It Off"        | Taylor Swift                           | [ 42 ] |
| 18 de outubro   | "Shake It Off"        | Taylor Swift                           | [ 43 ] |
| 25 de outubro   | "Shake It Off"        | Taylor Swift                           | [ 44 ] |
| 1º de novembro  | "Shake It Off"        | Taylor Swift                           | [ 45 ] |
| 8 de novembro   | "Shake It Off"        | Taylor Swift                           | [ 46 ] |
| 15 de novembro  | "Shake It Off"        | Taylor Swift                           | [ 47 ] |
| 22 de novembro  | "Shake It Off"        | Taylor Swift                           | [ 48 ] |
| 29 de novembro  | "Shake It Off"        | Taylor Swift                           | [ 49 ] |
| 6 de dezembro   | "Animals"             | Maroon 5                               | [ 50 ] |
| 13 de dezembro  | "Animals"             | Maroon 5                               | [ 51 ] |
| 20 de dezembro  | "Animals"             | Maroon 5                               | [ 52 ] |